# كادي (غولف)

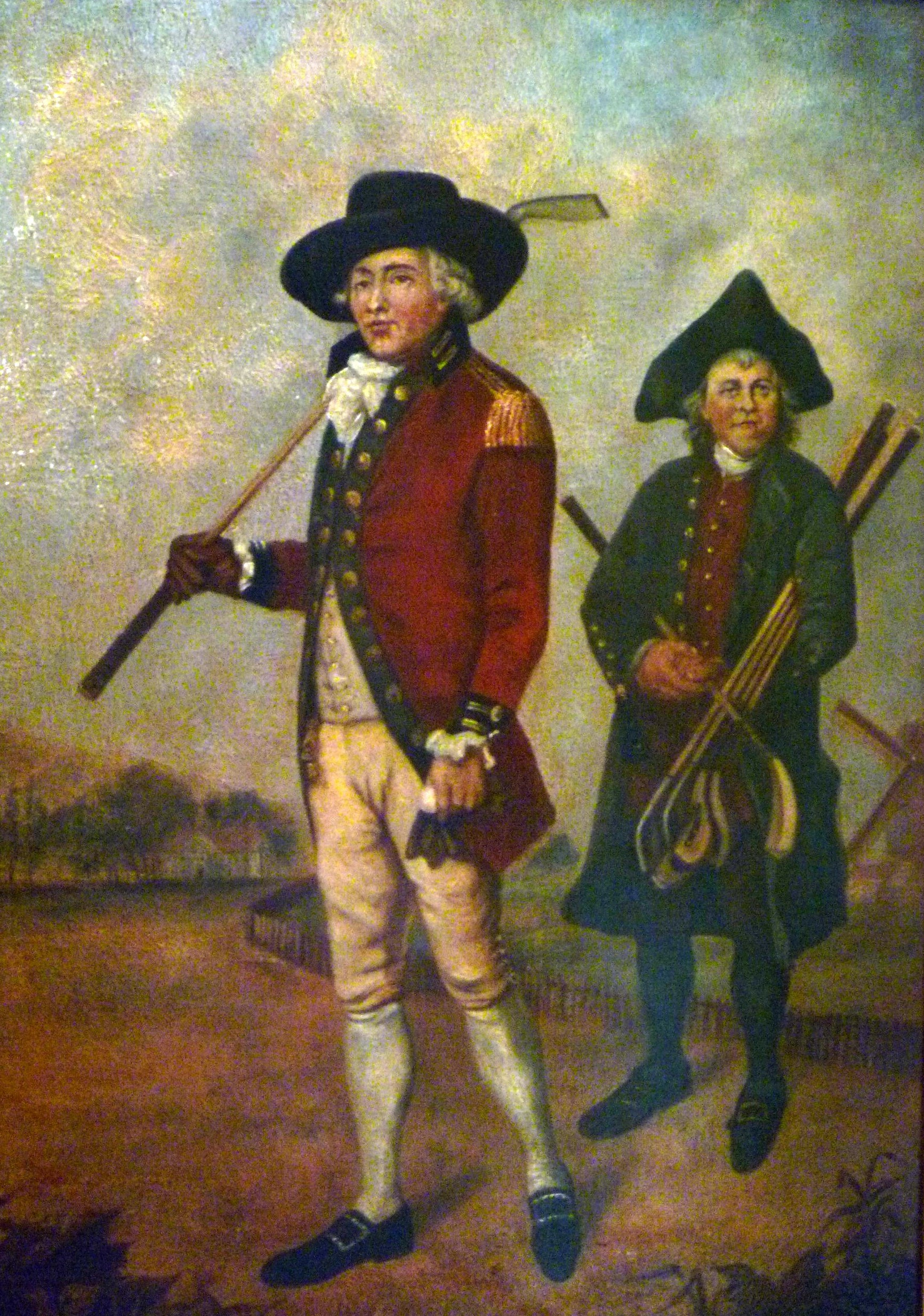
الكادي يقف في الخلف عن يمين

الكادِيّ في لعبة الغُلف هو الشخص الذي يحمل حقيبة اللاعب ويعطي اللاعبَ النصيحةَ والدعم المعنوي.